# 南开大学药学院
南开大学药学院，于2007年3月15日于天津市南开区南开大学八里台校区南开大学天津大学联合研究大厦正式成立，2015年12月，药学院整体入驻南开大学津南校区。其历史可以追溯至2003年成立并挂靠于南开大学化学学院的药学专业。